# Euclidina
Euclidina là một chi bướm đêm thuộc họ Noctuidae.